# دبليو 9 (قنبلة نووية)

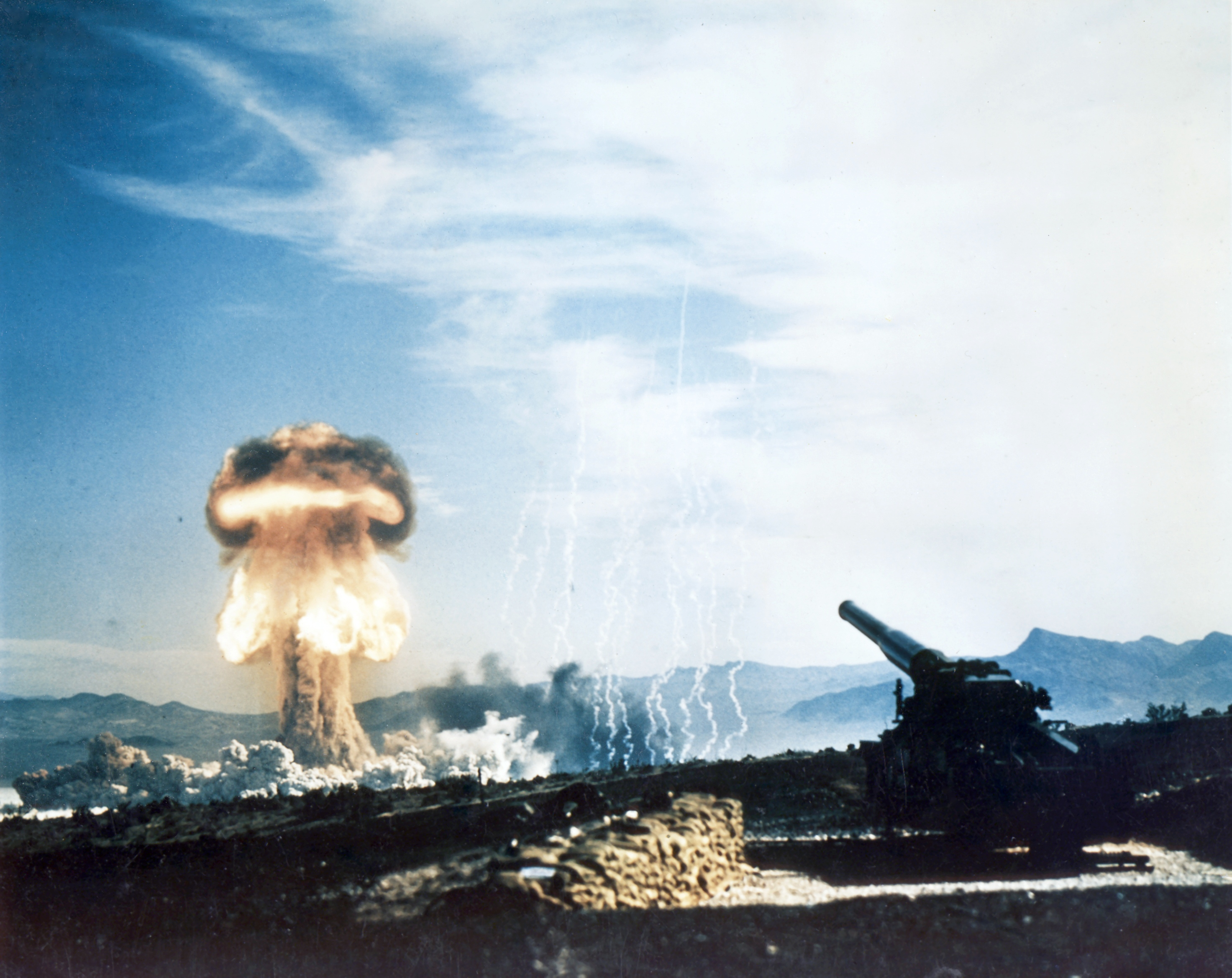
اختبار قذيفة المدفعية النووية دبليو 9 عام 1953

دبليو 9 هي قذيفة مدفعية نووية أمريكية أطلقت من مدافع هاوتزر 11 بوصة. تم إنتاجه في عام 1952 وتم خروجه من الخدمة عام 1957.

## الوصف
كان دبليو 9 سلاح نووي  مستخدم حوالي 50 كيلوغرام من اليورانيوم عالي التخصيب وتم إعادة تدوير دبليو 9 إلى خروجها من الخدمة في عام 1957 وكانت من الأسلحة النووية الأولى (شبه) محمولة.

## الاختبارات
دبليو 9 هو السلاح النووي الثاني من نوع السلاح المعروف بأنه تم تفجيره. الأول كان السلاح النووي الولد الصغير المستخدم في الحرب العالمية الثانية.